# Cocorăștii Grind, Prahova
Cocorăștii Grind (mai vechi, Cocorăști de Grind) este un sat în comuna Cocorăștii Colț din județul Prahova, Muntenia, România. .
Așezarea este atestată documentar în anul 1512.
Din 1892, localitatea a avut rang de comună, până în 1931, când s-a desființat.